# Ахалдаба (Мцхетский муниципалитет)
Ахалдаба (груз. ახალდაბა) — село в Грузии, на территории Мцхетского муниципалитета края (мхаре) Мцхета-Мтианети.

## География
Село находится в центральной части Грузии, на расстоянии приблизительно 10 километров (по прямой) к северо-западу от города Мцхета, административного центра края и муниципалитета. Абсолютная высота — 925 метров над уровнем моря.

## Население
По результатам официальной переписи населения 2014 года, в Ахалдабе проживало 32 человека (15 мужчин и 17 женщин). В национальной структуре населения грузины составляли 100 %.
| Год  | Население, человек |
| ---- | ------------------ |
| 2002 | 65                 |
| 2014 | ↘ 32               |